# 南大沙河
南大沙河，古称宾溪谷，又称宾谷河、南沙河:220，位于中华人民共和国山东省济南市的一条黄河支流。

## 流域
南大沙河有三条支流，正源（西支流）发源于山东省济南市长清区双泉镇与泰安市肥城市交界处的小泰山；中支流发源于马山镇的张家老庄附近；东支流发源于五峰山街道的青龙山:220。
三条支流在小屯水库汇合，后向西北流出，在归德街道董庄村附近流入黄河。南大沙河为季节性河流，主河全长37.2公里，流域面积433平方公里:220。南大沙河流域建有崮头、钓鱼台、小屯等水库，两岸颇多古遗址，其中有后李文化时期的月庄遗址。

## 历史
南大沙河，古称宾溪谷、宾谷水，一说与孙膑、庞涓在此拜鬼谷子为师求学有关，一说齐国上卿宾须无有关；后因其与北大沙河一南一北怀抱着长清城而被俗称为南大沙河和北大沙河。隔马山下的宾谷河畔被认为是宾姓的得姓之地。

## 备注
1. ↑  一说流域面积406.3平方公里[1]